# Ahmed Yusuf
Ahmed Ali Yusuf (somali:  Ahmed Yuusuf, em árabe: أحمد يوسف) (Garbahaarey, 20 de novembro de 1974) é um cidadão sueco nascido na Somália que foi listado na lista das Nações Unidas de indivíduos pertencentes ou associados à organização al-Qaeda.